# Samé Diomgoma
Samé Diomgoma is een gemeente (commune) in de regio Kayes in Mali. De gemeente telt 12.400 inwoners (2009).